# Michel Robinson
Michel Robinson (né le 4 septembre 1982 à Verdun, au Québec, Canada) est un joueur professionnel canadien de hockey sur glace qui évolue au poste de gardien de but.

## Carrière de joueur
Michel Robinson commence à jouer dans la Ligue de hockey junior majeur du Québec lors de la saison 2001-2002. Après avoir porté l’uniforme des Huskies de Rouyn-Noranda, il est échangé au Drakkar de Baie-Comeau.
Il termine son stage dans la LHJMQ dans l’uniforme des Cataractes de Shawinigan, alors qu’il dispute 31 matchs avec cette équipe à la fin de la saison 2002-2003.
Il débute ensuite en 2003-2004 sa carrière professionnelle avec le Grrrowl de Greenville de l'East Coast Hockey League.
Lors des deux saisons suivantes, il évolue principalement avec les IceHogs de Rockford de la United Hockey League. Il est également appelé à jouer trois matchs dans l’uniforme des Admirals de Milwaukee de la Ligue américaine de hockey.
Après une saison en Italie, avec le AS Renon de la Série A, il commence la saison 2007-2008 avec le Radio X de Québec de la Ligue nord-américaine de hockey, puis il se joint aux Condors de Bakersfield de l'ECHL.
Il s’en va par la suite en Écosse, alors qu’il signe un contrat avec les Édimbourg Capitals de l’EIHL. Toujours dans la même ligue, il s’aligne ensuite avec deux équipes de l’Angleterre, les [[]] et les Newcastle Vipers.
Après avoir commencé la saison 2010-2011 avec les Mallards de Quad City de la Ligue centrale de hockey, il se joint aux Jackalopes d'Odessa, puis aux Sundogs de l'Arizona.
Le 22 juillet 2011, il effectue un retour dans la LNAH, alors qu’il signe un contrat avec les 3L de Rivière-du-Loup.
À l'automne 2012, il dispute quelques matchs avec les Riverains de Beloeil de la Ligue de hockey sénior du Richelieu, puis le 15 janvier 2013, il signe un contrat à titre d'agent libre avec le Cool FM 103,5 de Saint-Georges.
Le 8 janvier 2014 il est échangé en compagnie de Dany Roussin, Michael Novosad et les droits de Jean-Philip Chabot aux Marquis de Jonquière. En retour le Cool FM obtient David Chicoine, Dominic Jalbert et Bryan Main.

## Statistiques
| Saison    | Équipe                         | Ligue   |    | Saison régulière | Saison régulière | Saison régulière | Saison régulière | Saison régulière | Saison régulière | Saison régulière | Saison régulière | Saison régulière | Saison régulière |   | Séries éliminatoires | Séries éliminatoires | Séries éliminatoires | Séries éliminatoires | Séries éliminatoires | Séries éliminatoires | Séries éliminatoires | Séries éliminatoires | Séries éliminatoires |
| Saison    | Équipe                         | Ligue   | PJ | V                | D                | Pr/N             | Min              | BC               | Moy              | % Arr            | Bl               | Pun              | PJ               | V | D                    | Min                  | BC                   | Moy                  | % Arr                | Bl                   | Pun                  |                      |                      |
| 2001-2002 | Huskies de Rouyn-Noranda       | LHJMQ   | 28 | 6                | 15               | 2                | 1350             | 96               | 4,27             | 87,4 %           | 0                |                  | -                | - | -                    | -                    | -                    | -                    | -                    | -                    | -                    |                      |                      |
| 2001-2002 | Drakkar de Baie-Comeau         | LHJMQ   | 12 | 5                | 5                | 0                | 582              | 28               | 2,89             | 90,4 %           | 1                |                  | 4                | 0 | 4                    | 232                  | 10                   | 2,58                 | 92,3 %               | 0                    |                      |                      |                      |
| 2002-2003 | Drakkar de Baie-Comeau         | LHJMQ   | 33 | 19               | 10               | 4                | 1892             | 81               | 2,57             | 91,2 %           | 2                |                  | -                | - | -                    | -                    | -                    | -                    | -                    | -                    | -                    |                      |                      |
| 2002-2003 | Cataractes de Shawinigan       | LHJMQ   | 31 | 14               | 13               | 4                | 1815             | 87               | 2,88             | 89,5 %           | 0                |                  | 9                | 5 | 4                    | 563                  | 25                   | 2,67                 | 91,0 %               | 1                    |                      |                      |                      |
| 2003-2004 | Grrrowl de Greenville          | ECHL    | 44 | 7                | 29               | 4                | 2460             | 144              | 3,51             | 90,7 %           | 0                |                  | -                | - | -                    | -                    | -                    | -                    | -                    | -                    | -                    |                      |                      |
| 2004-2005 | Admirals de Milwaukee          | LAH     | 1  | 1                | 0                | 0                | 60               | 3                | 3,00             | 91,4 %           | 0                |                  | -                | - | -                    | -                    | -                    | -                    | -                    | -                    | -                    |                      |                      |
| 2004-2005 | IceHogs de Rockford            | UHL     | 66 | 33               | 22               | 9                | 3816             | 157              | 2,47             | 91,5 %           | 7                |                  | 13               |   |                      |                      |                      |                      |                      |                      |                      |                      |                      |
| 2005-2006 | Admirals de Milwaukee          | LAH     | 2  | 0                | 1                | 0                | 115              | 8                | 4,17             | 86,0 %           | 0                |                  | -                | - | -                    | -                    | -                    | -                    | -                    | -                    | -                    |                      |                      |
| 2005-2006 | IceHogs de Rockford            | UHL     | 38 | 23               | 8                | 2                | 1973             | 78               | 2,37             | 91,9 %           | 2                |                  | 2                |   |                      |                      |                      |                      | 2,81                 | 89,1 %               |                      |                      |                      |
| 2006-2007 | AS Renon                       | Série A | 30 |                  |                  |                  |                  |                  |                  | 2,75             | 92,4 %           | 4                |                  |   |                      |                      |                      |                      | 2,91                 | 90,9                 |                      |                      |                      |
| 2007-2008 | Radio X de Québec              | LNAH    | 9  | 2                | 6                | 0                | 462              | 37               | 4,81             | 89,6 %           | 0                |                  | -                | - | -                    | -                    | -                    | -                    | -                    | -                    | -                    |                      |                      |
| 2007-2008 | Condors de Bakersfield         | ECHL    | 20 | 7                | 9                | 3                | 1113             | 80               | 4,31             | 87,6 %           | 1                |                  | -                | - | -                    | -                    | -                    | -                    | -                    | -                    | -                    |                      |                      |
| 2008-2009 | Édimbourg Capitals             | EIHL    | 21 |                  |                  |                  | 1128             | 95               | 5,05             | 86,0 %           | 0                |                  | -                | - | -                    | -                    | -                    | -                    | -                    | -                    | -                    |                      |                      |
| 2008-2009 | Nottingham Panthers            | EIHL    | 32 |                  |                  |                  | 1941             | 77               | 2,38             | 92,0 %           | 0                |                  | 4                |   |                      |                      |                      |                      | 2,25                 | 93,6 %               |                      |                      |                      |
| 2009-2010 | Newcastle Vipers               | EIHL    | 43 |                  |                  |                  |                  |                  |                  | 3,81             | 90,8 %           | 2                |                  |   |                      |                      |                      |                      | 4,95                 | 91,4 %               |                      |                      |                      |
| 2010-2011 | Mallards de Quad City          | LCH     | 2  | 0                | 2                | 0                | 98               | 9                | 5,50             | 80,9 %           | 0                |                  | -                | - | -                    | -                    | -                    | -                    | -                    | -                    | -                    |                      |                      |
| 2010-2011 | Jackalopes d'Odessa            | LCH     | 21 | 6                | 10               | 4                | 1165             | 66               | 3,40             | 90,0 %           | 1                |                  | -                | - | -                    | -                    | -                    | -                    | -                    | -                    | -                    |                      |                      |
| 2010-2011 | Sundogs de l'Arizona           | LCH     | 3  | 1                | 2                | 0                | 100              | 9                | 5,37             | 86,6 %           | 0                |                  | -                | - | -                    | -                    | -                    | -                    | -                    | -                    | -                    |                      |                      |
| 2011-2012 | 3L de Rivière-du-Loup          | LNAH    | 24 | 8                | 11               | 1                | 1209             | 87               | 4,32             | 86,3 %           | 0                |                  | -                | - | -                    | -                    | -                    | -                    | -                    | -                    | -                    |                      |                      |
| 2012-2013 | Riverains de Beloeil           | LHSR    | 5  | 1                | 3                | 0                | 225              | 12               | 2,40             |                  | 0                |                  | -                | - | -                    | -                    | -                    | -                    | -                    | -                    | -                    |                      |                      |
| 2012-2013 | Cool FM 103,5 de Saint-Georges | LNAH    | 2  | 1                | 1                | 0                | 120              | 6                | 3,00             | 89,8 %           | 0                |                  | 3                | 1 | 1                    | 159                  | 4                    | 1,51                 | 95,5 %               | 0                    |                      |                      |                      |
| 2013-2014 | Cool FM 103,5 de Saint-Georges | LNAH    | 6  | 2                | 4                | 0                | 347              | 24               | 4,15             | 89,0 %           | 0                |                  | -                | - | -                    | -                    | -                    | -                    | -                    | -                    | -                    |                      |                      |
| 2013-2014 | Marquis de Jonquière           | LNAH    | 5  | 1                | 1                | 0                | 187              | 12               | 3,84             | 88,2 %           | 0                |                  | -                | - | -                    | -                    | -                    | -                    | -                    | -                    | -                    |                      |                      |